# La Rambla (Spagna)
La Rambla è un comune spagnolo di 7 282 abitanti situato nella comunità autonoma dell'Andalusia.